# Braintree (Massachusetts)
Braintree – miasto w Stanach Zjednoczonych, w stanie Massachusetts, w hrabstwie Norfolk. 
W mieście urodził się John Adams i John Quincy Adams, dwaj prezydenci Stanów Zjednoczonych.